# Fjällbäckmossa
Fjällbäckmossa (Hygrohypnum alpinum) är en bladmossart som beskrevs av Leopold Loeske 1904. Enligt Catalogue of Life ingår Fjällbäckmossa i släktet bäckmossor och familjen Amblystegiaceae, men enligt Dyntaxa är tillhörigheten istället släktet bäckmossor och familjen Amblystegiaceae. Enligt den finländska rödlistan är arten sårbar i Finland. Arten är reproducerande i Sverige. Artens livsmiljö är bäckar. Inga underarter finns listade i Catalogue of Life.